# Koresand

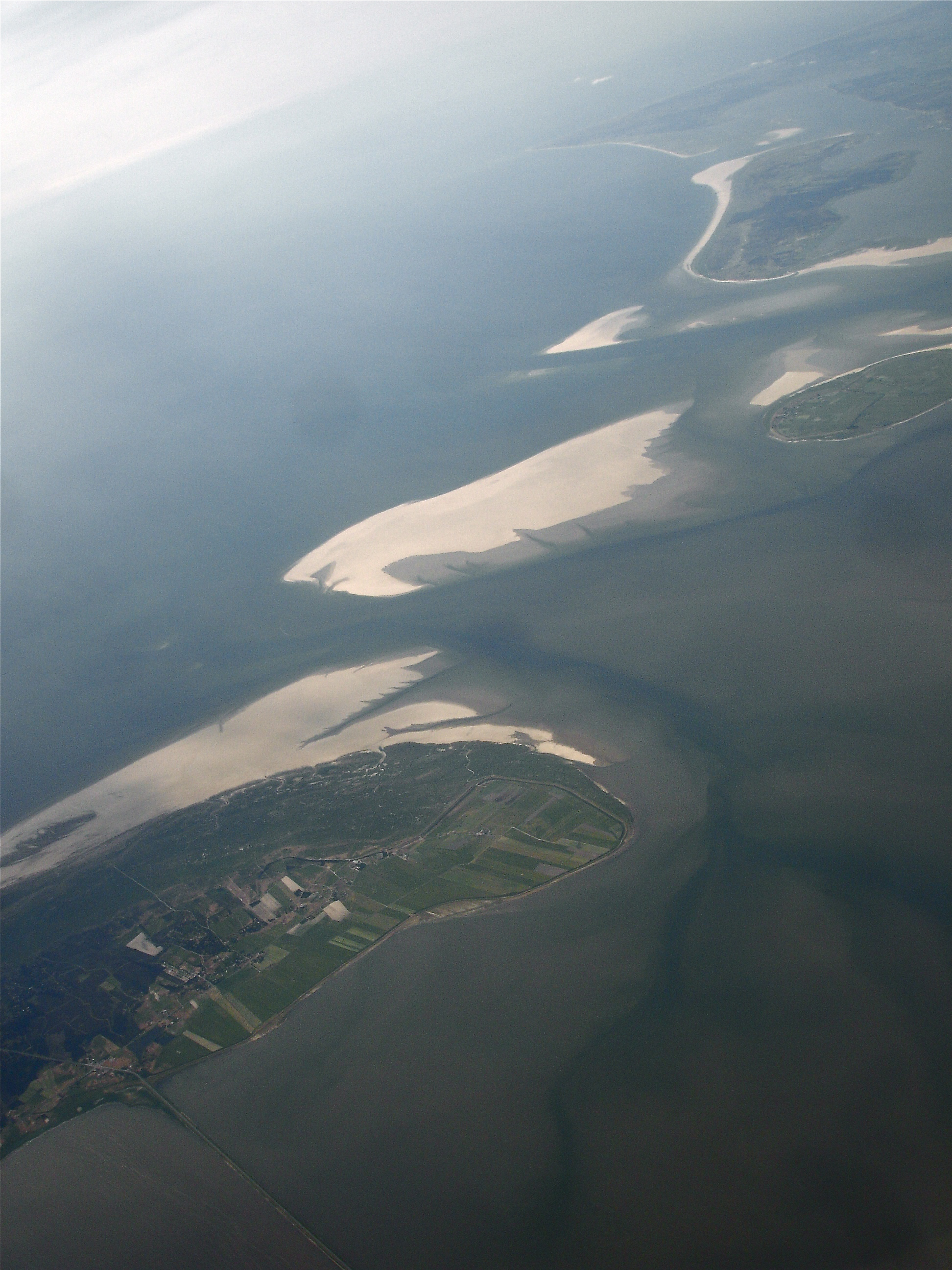
Vista aerea di Koresand

Koresand è un banco di sabbia sulle coste della Danimarca, nel mare dei Wadden. 
Non va confusa con Corresant, isola delle Frisone Occidentali sommersa in età moderna.